# ایروین (اوهایو)
ایروین (به انگلیسی: Irwin) یک منطقهٔ مسکونی در ایالات متحده آمریکا است که در شهرستان یونیون، اوهایو واقع شده‌است. ایروین ۳۰۸ متر بالاتر از سطح دریا واقع شده‌است.